# Niżnia Kościeliska Brama

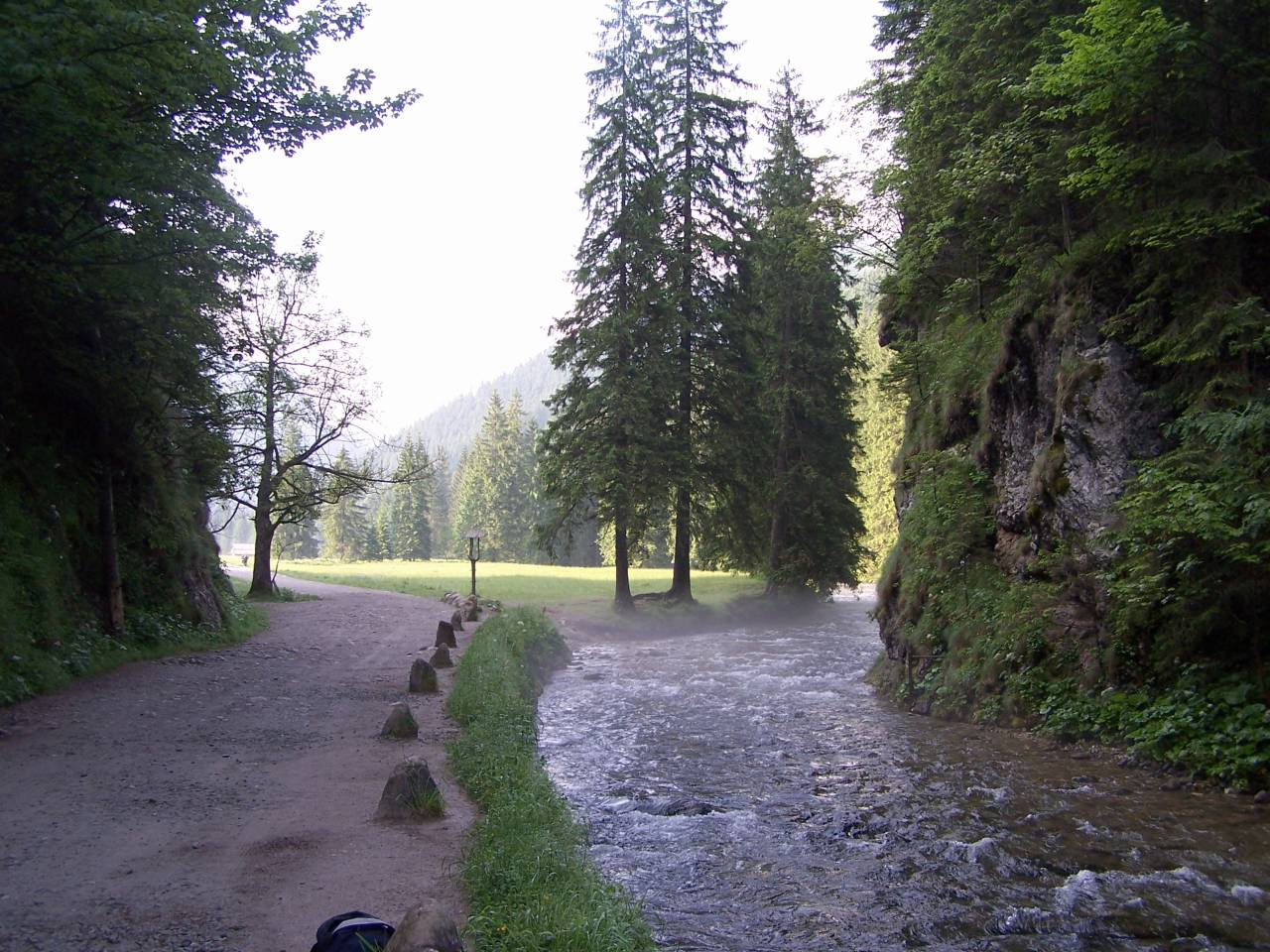
Brama Kantaka

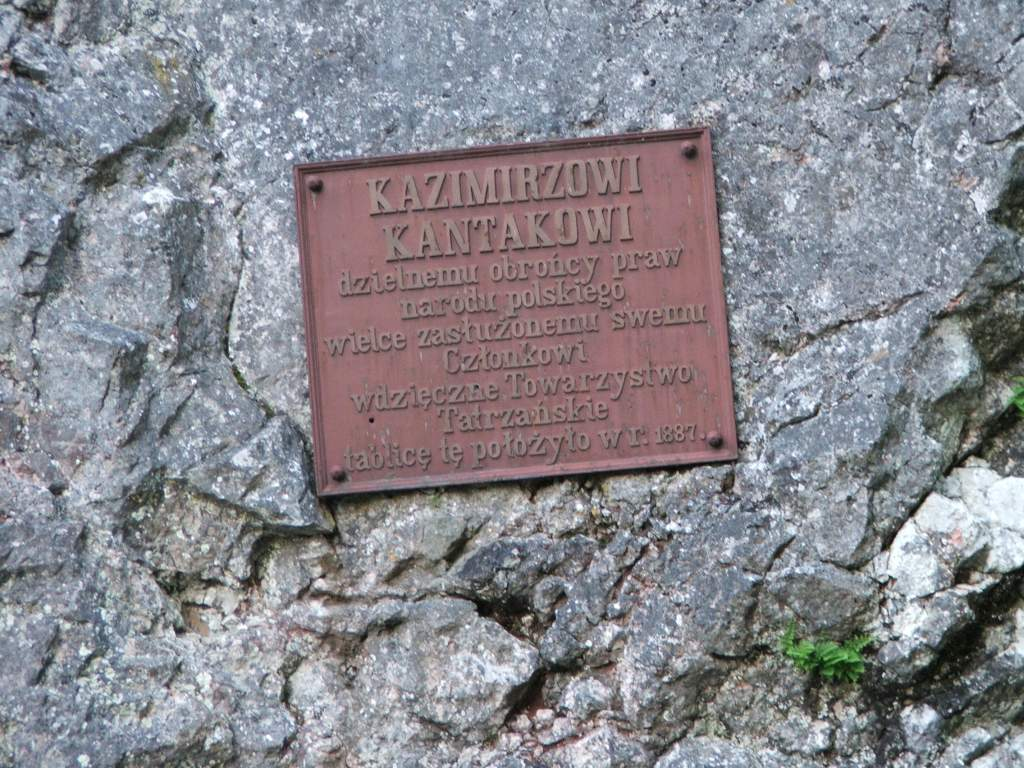
Pamiątkowa tabliczka na skale

Niżnia Kościeliska Brama zwana też Bramą Kantaka – ciasne wrota skalne, o pionowych niemal skałach, wyrzeźbione przez Kościeliski Potok w bardzo twardych jurajskich wapieniach w Dolinie Kościeliskiej w Tatrach Zachodnich. Ma szerokość około 10 m, długość około 30 m, a jej dno znajduje się na wysokości 935 m. Tworzące ją wapienne skały porastają m.in. wawrzynek wilczełyko, suchodrzew czarny i naskalne murawy ze stokrotnicą górską, skalnicą gronkową i paprociami.
Znajduje się w odległości 0,5 km od wylotu doliny – przysiółka Kiry. Zachodnie obramowanie tworzą zbocza Przedniej Kopki, wschodnie Małego Regla. Pomiędzy nimi znajduje się droga i trasa turystyczna przez dolinę. Nazwa nadana została w 1887 r. przez Towarzystwo Tatrzańskie na cześć polskiego polityka, posła na Sejm pruski i zasłużonego działacza tego towarzystwa – Kazimierza Kantaka. Na skale za potokiem znajduje się też pamiątkowa tablica z jego nazwiskiem. Później postanowiono nie nadawać obiektom w Tatrach nazw pochodzących od nazwisk i wprowadzono nazwę Niżnia Kościeliska Brama. Jest to jedna z trzech Bram Kościeliskich, pozostałe to Pośrednia (Brama Kraszewskiego) i Wyżnia Kościeliska Brama (Brama Raptawicka).
W Bramie Kantaka Niemcy w czasie II wojny światowej planowali zbudować zaporę spiętrzającą wody Kościeliskiego Potoku, rozpoczęli nawet prace badawcze. Po II wojnie światowej komunistyczne władze również miały takie plany. Pamiątką po tych planach jest sztolnia wykuta w 1954 r. we wschodniej ścianie (przez niektórych turystów mylnie uważana za jaskinię). Tuż za Bramą Kantaka znajduje się duża polana – Wyżnia Kira Miętusia z bacówką. Prowadzony jest tutaj kulturowy wypas owiec.

## Szlaki turystyczne
– zielony z Kir dnem Doliny Kościeliskiej do schroniska na Hali Ornak. Czas przejścia: 1:40 h, ↓ 1:35 h